# Jan Jansz. van Crimpen
Jan Jansz. van Crimpen ( - 31 januari 1524) was burgemeester van Gouda.

## Leven en werk
Van Crimpen, die ook werd aangeduid als Jan Jansz, Johannes Johannesz en als Jan Jansz Rentmeester, was een Goudse regent aan het einde van de 15e en het begin van de 16e eeuw. Hij vervulde meerdere malen de functies van schepen en burgemeester van Gouda. Hij was tevens rentmeester van achtereenvolgens keizer Maximiliaan I, koning Filips de Schone en keizer Karel V. Van Crimpen zou volgens de schrijver van zijn grafschrift - Petrus Nanius, rector van de Latijnse school van Gouda - de stichter geweest zijn van "geleerde school" van Gouda.
Van Crimpen was ten minste tweemaal getrouwd. In 1516 stichtte hij in de Sint-Janskerk van Gouda een grafkapel. Deze kapel kreeg in later tijd de naam van een van zijn nazaten Aemilius Cool, de Coolkapel.  Van Crimpen overleed op 31 januari 1524. Hij werd als eerste persoon begraven in de door hem gestichte kapel in de Sint-Janskerk. Zijn dochter Catharina trouwde met de Goudse schepen en burgemeester Jacob van Rosendael. Hun zoon en kleinzoon van Van Crimpen, Jan van Rosendael, was burgemeester van Gouda ten tijde van de overgang van Gouda in 1572 naar het prinsgezinde kamp.